# Higher than the Sun e.p.
「Higher than the Sun e.p.」（ハイヤー・ザン・ザ・サン・イーピー）は、2001年8月22日に発売されたCymbals通算6作目のシングル。

## 解説
初回盤は限定デジパック仕様のほか、“2001 New Cymbals”と題された透明ステッカーが添付されていた。

## 収録曲
1. 17,Dec.1903 （0分16秒）
次曲へのイントロダクションSE。タイトルの1903年12月17日とは、ライト兄弟が世界初の有人動力飛行に成功した日付。
2. Higher than the Sun （4分10秒）
作詞・作曲：沖井礼二
シングル曲としては初めて打ち込みによるハウス・サウンドを取り入れた楽曲で、タイトルはプライマル・スクリームのアルバム『スクリーマデリカ』収録の同名曲からの引用。歌詞の“two young men”とはライト兄弟を指している。
2002年頃から瀬戸内海放送の『KSBスーパーJチャンネル』テーマ曲として使われていた。
3. Swing, Swing, Swing! （4分5秒）
作詞：土岐麻子・沖井礼二、作曲：矢野博康・沖井礼二
沖井がレコーディングにコーラスとして呼ばれたことへの返礼として、この曲ではカジヒデキがゲスト・ヴォーカルで参加している。タイトルはジャズのスタンダード曲「シング・シング・シング」のパロディ。
4. Keith & The Moon （3分39秒）
作詞・作曲：矢野博康
タイトルに困った矢野が「月に関係する言葉はないか」と沖井にアドバイスを求めたところ、ザ・フーのドラマーキース・ムーンの名を挙げたことから、間に“& The”を加えてこのタイトルになった。